# Mujer de Jinniushan

Rostro del homínido de Jinniushan.

Como mujer de Jinniushan u hombre de Jinniushan (en chino simplificado, 金牛山猿人; pinyin, Jīnniúshān yuánrén) se conoce un fósil de una especie de Homo del paleolítico medio, descubierto en 1984 por estudiantes de la Universidad de Pekín bajo la dirección del profesor Lü Zuné, en una cueva de piedra caliza de la montaña de Jinniu Shan, cerca del pueblo Sitian, 8 km al sur de la ciudad de Dashiqiao, prefectura de Yingkou, provincia de Liaoning, China. Inicialmente se estableció que data de hace 195 000 a 165 000 años, pero dataciones posteriores han arrojado hasta 260 000 años de antigüedad.
El descubrimiento incluye numerosos fragmentos, parte de los cuales se perdieron durante la excavación del yacimiento, aunque parte del cráneo y gran parte de las mandíbulas con la dentición están preservados en gran medida. Se atribuyen al mismo individuo un cúbito izquierdo, un fragmento grande de la parte izquierda de la pelvis, seis vértebras, dos fragmentos de costillas del lado izquierdo, una rótula izquierda y varios huesos de los pies y las manos.
La reconstrucción del esqueleto fue hecha por Wu Rukang y su asistente Zhao Zongyi, en el Instituto de Paleontología de Vertebrados y Paleoantropología de la Academia China de Ciencias en Pekín. Debido a la fragmentación extrema de los huesos del cráneo y de la cara carecen de conexiones directas entre sí, pero se sustituyeron las partes faltantes. De acuerdo con esa reconstrucción el cráneo tenía un volumen de 1260 a 1400 cm³. Presenta algunas características comunes con el Homo erectus, pero otras semejantes a las del Homo sapiens. Algunos lo clasifican como Homo heidelbergensis; investigadores chinos lo consideraron Homo sapiens arcaico, del mismo modo que clasificaron al hombre de Dali y siguiendo la hipótesis que representan modelo de origen multirregional de origen de los humanos modernos. El paleoantropólogo Christopher Stringer señaló en 2012 que el fósil podría pertenecer a la especie de la mujer de Denisova.
Por la estructura dental y el desarrollo de la pelvis y otros huesos se estima que se trataba de un individuo joven, de unos 20 años de edad. La pelvis indica que podría tratarse de una mujer. El estudio conjunto de las medidas del cúbito y la pelvis permitió estimar su estatura en 1,68 m.
Asociados con los huesos se encontraron raspadores, herramientas con filo y punta, carbón vegetal, restos de hogueras y huesos quemados de animales como conejos, varios roedores y venados.